# T3航站楼駅 (天津市)
T3航站楼駅（T3こうたんろうえき）は中華人民共和国天津市東麗区に位置する天津地下鉄2号線の予定されている駅。天津浜海国際空港の第3ターミナルを新設する予定で、駅も併設の予定となっている。

## 駅周辺
- 天津浜海国際空港第3ターミナル - 新設予定

## 隣の駅
- ■2号線

浜海国際機場駅 - T3航站楼駅 - 東二道駅(未開業)